# Max Minghella
Max Giorgio Choa Minghella (Hampstead, 16 oktober 1985) is een Engels acteur. Hij werd in 2011 genomineerd voor een Screen Actors Guild Award samen met de gehele cast van de biografische dramafilm The Social Network. Mingella maakte in 2005 zijn acteer- en filmdebuut als Aaron in de dramafilm Bee Season.
Minghella is een zoon van de in 2008 overleden filmregisseur Anthony Minghella. Hij is gedeeltelijk van Hongkongse afkomst, het geboorteland van zijn moeder Carolyn Choa.

## Filmografie
- Spiral: From the Book of Saw (2021)
- The 9th Life of Louis Drax (2016)
- Into the Forest (2015)
- Not Safe for Work (2014)
- About Alex (2014)
- Horns (2013)
- The Internship (2013)
- The Darkest Hour (2011)
- 10 Years (2011)
- The Ides of March (2011)
- The Social Network (2010)
- Agora (2009)
- Brief Interviews with Hideous Men (2009)
- How to Lose Friends & Alienate People (2008)
- Elvis and Anabelle (2007)
- Art School Confidential (2006)
- Syriana (2005)
- Bee Season (2005)

## Televisieseries
- The Handmaid's Tale -  Nick Blaine (2017-2025)
- The Mindy Project - Richie Castellano (2013-2017, acht afleveringen)

- Biblioteca Nacional de España: XX4957677
- Bibliothèque nationale de France: cb15542225x (data)
- Gemeinsame Normdatei: 142423696
- International Standard Name Identifier: 0000 0001 2139 7666
- Library of Congress Control Number: no2006125009
- MusicBrainz: 408003be-74ef-453e-b6a8-014e1fb72aef
- Nationale Bibliotheek van Israël: 987007457206505171
- Nationale Bibliotheek van Polen: a0000003658963
- Nederlandse Thesaurus van Auteursnamen: 390780081
- Système universitaire de documentation: 145544044
- Virtual International Authority File: 74164168
- WorldCat: E39PBJwmTmQtR9kc3vDbjXdxXd